# کودا ساکارا
کودا ساکارا (به لاتین: Kveda Sakara) یک منطقهٔ مسکونی در گرجستان است که در شهرداری زستاپونی واقع شده‌است. کودا ساکارا ۱٬۹۸۹ نفر جمعیت دارد.